# Tapapulum
Tapapulum är en ort i Mexiko.   Den ligger i kommunen Misantla och delstaten Veracruz, i den sydöstra delen av landet, 240 km öster om huvudstaden Mexico City. Tapapulum ligger 380 meter över havet och antalet invånare är 167.
Terrängen runt Tapapulum är kuperad, och sluttar norrut. Runt Tapapulum är det ganska tätbefolkat, med 124 invånare per kvadratkilometer. Närmaste större samhälle är Misantla, 6,1 km öster om Tapapulum. Omgivningarna runt Tapapulum är en mosaik av jordbruksmark och naturlig växtlighet.